# Pierre Bachelet
Pierre Bachelet (ur. 25 maja 1944 w Paryżu, zm. 15 lutego 2005 w Suresnes) – francuski piosenkarz, twórca tekstów i kompozytor.
Dzieciństwo spędził w Calais, co zaważyło na późniejszym sentymencie jakim darzył północną Francję, który stanowił inspirację jego wielkiego przeboju "Les Corons" (1982). Piosenka ta wykorzystywana jest jako motyw przewodni hymnu kibiców zespołu RC Lens.
Pierre Bachelet był autorem muzyki do wielu francuskich filmów, m.in.: Historia O (1975), Slalomu niespecjalnego (1979) Emmanuelle 5 (1986), Zemsty Emmanuelle (1992), Magicznych perfum Emmanuelle (1992), Magii Emmanuelle (1992).
Największy, światowy rozgłos zyskała jego piosenka napisana do filmu Emmanuelle z 1974. Temat przewodni oraz utwór Emmanuelle w lustrze ze ścieżki dźwiękowej tego filmu zostały wykorzystane jako sample na singlu Lily Allen Littlest Things, wydanym w grudniu 2006.